# Thomas Ménagé
« Ménagé » redirige ici. Pour l’article homophone, voir Ménager.
Thomas Ménagé, né le 6 janvier 1992 à Blois (Loir-et-Cher), est un homme politique français.
Apparenté au Rassemblement national, il est conseiller régional du Centre-Val de Loire depuis 2021 et est élu député dans la quatrième circonscription du Loiret lors des élections législatives de 2022. 

## Biographie

### Vie politique
Il est, durant sa jeunesse, encarté à l'UMP et s'engage en 2007 derrière Nicolas Sarkozy.
En 2013-2014, il est un porte-parole local de La Manif pour tous. En 2016, il participe à une manifestation contre la gestation pour autrui à Blois,.
En 2014, il devient adjoint au maire d'Ouchamps délégué à l'urbanisme, commune désormais fusionnée en une commune nouvelle au sein du Controis-en-Sologne.

#### Au sein de Debout la France
Il rejoint Debout la France en 2014.
Il assure la direction opérationnelle de la campagne de Nicolas Dupont-Aignan aux élections régionales de 2015.
Il participe, au second tour de l'élection présidentielle de 2017, à la négociation de l'accord entre Nicolas Dupont-Aignan et Marine Le Pen. À la suite de l'échec de cette négociation avec le Front national, Thomas Ménagé démissionne de son poste de chef de cabinet de Dupont-Aignan et renonce à être candidat aux législatives, faisant état d'un désaccord stratégique,. Il affirme par la suite s'être « rendu compte que la seule chose qui intéressait Nicolas Dupont-Aignan était de se faire réélire député ».

#### Au sein de L'Avenir français
Il co-fonde, à la fin de l'année 2020, le mouvement L'Avenir français. Créé par des anciens cadres de Debout la France, proche du Rassemblement national, il en est délégué général.
Il est candidat aux élections départementales de 2021 sur le canton de Montargis sous l'étiquette Rassemblement national. Cette candidature avait suscité une polémique alors que le président de l'Agglomération montargoise figurait sur ses tracts.

#### Élu local
Lors des élections régionales de 2021, il est élu conseiller régional du Loiret. Il siège au sein de la Commission Territoires, Agriculture et Alimentation.

#### Député de la XVIelégislature
Lors des élections législatives de 2022, il est candidat dans la quatrième circonscription du Loiret sous l'étiquette Rassemblement national face, notamment, à l'ex-ministre Jean-Michel Blanquer. Arrivé en tête au premier tour avec 31,45% des voix, il est élu député au second tour avec 63,36 % des voix face à Bruno Nottin, candidat de la NUPES issu du Parti communiste français. Jean-Michel Blanquer, éliminé au premier tour, s'est abstenu de tout appel au traditionnel Front républicain durant l'entre-deux-tours.
Il est également membre de la commission des Affaires européennes de juin 2022 à novembre 2023, au sein de laquelle il a rendu un rapport d’information portant sur le bilan des accords de libre-échange conclus par l’Union européenne,.
En janvier 2023, il est nommé rapporteur du Groupe Rassemblement national à l'occasion des débats parlementaires sur le projet de loi de financement rectificative de la sécurité sociale et chargé de défendre la position du Rassemblement national lors des débats et dans les médias,.
Lors des débats en commission des Affaires sociales, il condamne les propos de Sébastien Jumel, qui défend les syndicats ayant coupé l'électricité des permanences parlementaires des députés favorables à la réforme.
En avril 2024, il est nommé membre de la commission spéciale chargée d’examiner le projet de loi relatif à l’accompagnement des malades et de la fin de vie. Il est décrit, lors des premières réunions de la commission, comme étant le seul membre du Groupe Rassemblement national qui y siège à « pencher vers le "pour" ».

##### Rapports difficiles avec le maire de Montargis
En août 2022, le maire de Montargis, Benoît Digeon (LR), le compare à un fasciste à « sortir par le crochet du boucher » et indique qu'il refuse de l'inviter aux commémorations organisées dans sa commune.
La préfète de région intervient personnellement pour demander à l'édile d'inviter le député. À la suite du refus du maire de Montargis, le sous-préfet de Montargis informe qu'il ne se rendra plus aux manifestations organisées dans la ville tant que le député n'y sera pas invité,.
Le 22 janvier 2023, lors d'un débat organisé par France 3 Centre-Val de Loire, le maire de Montargis critique le député en évoquant Auschwitz, propos qui suscitent l'indignation d'Anthony Brosse, député Renaissance.

#### Député de la XVIIelégislature
Le 7 juillet 2024, il est réélu député de la quatrième circonscription du Loiret en réunissant 62,59% des voix au second tour, après avoir réuni 49,65% des voix au premier tour.
Le 15 septembre 2024, Jordan Bardella le nomme directeur de campagne d'élections législatives qui pourraient intervenir avant le terme de la législature en cours. 
Au cours du mois de septembre 2024, il dépose, aux côtés de Marine Le Pen, une proposition de loi visant à abroger la réforme des retraites de 2023 qui est examinée lors de la journée d'initiative parlementaire du Groupe Rassemblement national et dont il est nommé rapporteur. D'abord vidée de sa substance en commission, elle est finalement rejetée par l'Assemblée nationale le 31 octobre 2024.

### Vie professionnelle
Il effectue ses études secondaires au lycée de Pontlevoy. Il obtient ensuite une licence de droit à l'université de Tours en 2013 et un master en droit public à l'université Panthéon-Sorbonne en 2015.
Thomas Ménagé est chef de cabinet de Nicolas Dupont-Aignan de 2015 à 2017. Il est également directeur général de Debout la France de 2017 à 2019.
Il est, de 2019 à 2022, cadre dans l'immobilier et la construction.

### Vie privée
En janvier 2024, il révèle son homosexualité dans un ouvrage de la journaliste Sonia Tir mais indique « ne pas vouloir être un étendard » ou « en faire un fait politique ». Mediapart évoque le « premier coming out d’un élu du Rassemblement national ».

## Prises de position
En mai 2023, il appelle à la dissolution du Groupe union défense (GUD), dont plusieurs anciens membres ont pourtant d'importants liens avec le RN. Cette prise de position s'inscrit, selon L'Opinion, dans une prise de distance du RN vis-à-vis de ces anciens membres du GUD,.
En août 2023, il déclare que le Groupe d'experts intergouvernemental sur l'évolution du climat (GIEC) a « parfois tendance à exagérer » les conséquences possibles du réchauffement climatique, tout en ne niant pas ce phénomène, et indique qu'on ne peut pas « se baser uniquement » sur ses recommandations en matière de politique environnementale. Il estime qu'elles pourraient « contrevenir à la qualité de vie des Français » et « contrevenir à notre économie, à la croissance ». Il est en retour accusé de climatoscepticisme par la majorité présidentielle et la gauche,,.
À la fin de l'été 2023, il dépose également une proposition de résolution afin que les programmes télévisuels de première partie de soirée commencent plus tôt. S'appuyant sur des données Médiamétrie, il dénonce un décalage de 29 minutes de l'horaire de lancement du prime-time en 13 ans, pénalisant selon lui « la France qui se lève tôt » et les familles.

## Mandats et fonctions
- 2014 - 2020 : adjoint au maire d'Ouchamps
- 27 juin 2021 : élu conseiller régional du Centre-Val de Loire
- 19 juin 2022 : élu député du Loiret

## Référence
1. 1 2 3  Nicolas Massol, « RN : le député Thomas Ménagé, bon élève qui trouve que le Giec «exagère» », sur Libération, 23 août 2023
2. ↑  « Résultats législatives 2022 : qui est Thomas Ménagé, le nouveau député RN de la 4e circonscription du Loiret ? », sur France Info, 19 juin 2022 (consulté le 20 juin 2022).
3. ↑  « Loir-et-Cher : Thomas Ménagé, jeune homme debout », sur Magcentre, 22 janvier 2017 (consulté le 23 juin 2022).
4. 1 2  « Thomas Ménagé se présente », sur La Nouvelle République, 11 janvier 2017
5. ↑  « Loir-et-Cher : Thomas Ménagé, jeune candidat aux législatives à Blois », sur Magcentre (consulté le 21 juin 2022)
6. ↑  Laudes écrit, « Loir-et-Cher Législatives : Thomas Ménagé (Debout la France) jette l’éponge », sur Magcentre (consulté le 21 juin 2022)
7. ↑  Louis Hausalter, « Aller-retour vers le FN : les quinze jours où Nicolas Dupont-Aignan a tout perdu », sur www.marianne.net, 2017-05-16utc16:50:04+0200 (consulté le 20 juin 2022)
8. ↑  Philippe Albine, « L'Avenir français, parti proche du Rassemblement national, s'implante dans le Loiret », La République du Centre,‎ 16 avril 2021 (lire en ligne, consulté le 20 juin 2022)
9. ↑  Pascale Auditau, « Départementales : à Montargis, le président de l'Agglo en photo sur un tract du binôme soutenu par le Rassemblement national », La République du Centre,‎ 12 juin 2021 (lire en ligne, consulté le 20 juin 2022)
10. ↑  « MÉNAGÉ | Region Centre-Val de Loire », sur www.centre-valdeloire.fr, 29 juin 2021 (consulté le 20 juin 2022)
11. ↑  « Résultats législatives 2022 : la 4e circonscription du Loiret, que convoitait Jean-Michel Blanquer, remportée par le RN », sur TF1 INFO, 19 juin 2022 (consulté le 20 juin 2022)
12. ↑  « Les résultats du second tour des élections législatives dans la 4e circonscription du Loiret. », sur Le Monde, juin 2022 (consulté le 20 juin 2022).
13. ↑  « Mieux évaluer l’impact des accords de libre-échange », sur LaFranceAgricole (consulté le 30 avril 2024)
14. ↑  Assemblée nationale, « Bilan des accords de libre-échange : présentation du rapport d'information », sur Assemblée nationale (consulté le 30 avril 2024)
15. ↑  « Réforme des retraites: ces visages que l'on va beaucoup voir durant les débats à l'Assemblée », sur BFMTV (consulté le 8 février 2023)
16. ↑  « Thomas Ménagé sur la réforme des retraites : "Face à un texte injuste, l'objectif c'est de le faire tomber" », sur France Inter, 28 janvier 2023 (consulté le 8 février 2023)
17. ↑  « "C'est pas la mer à boire": un député PCF défend les coupures d'électricité de permanences parlementaires », sur BFMTV (consulté le 8 février 2023)
18. ↑  « Fin de vie: le RN en avant... contre », sur lopinion.fr, 23 avril 2024 (consulté le 30 avril 2024)
19. ↑  Ivanne Trippenbach, « « Pourquoi le Rassemblement national nous ferait peur ? » : dans le Loiret, la normalisation de l’extrême droite », Le Monde,‎ 27 août 2022 (lire en ligne, consulté le 8 février 2023)
20. ↑  « Le Rassemblement national et Les Républicains à couteaux tirés à Montargis », sur France 3 Centre-Val de Loire (consulté le 8 février 2023)
21. ↑  Charles Sapin, « Quand le Rassemblement national s'embourgeoise », Le Point,‎ 12 janvier 2023 (lire en ligne, consulté le 8 février 2023)
22. ↑  « Dimanche en politique - Centre-Val de Loire Anthony Brosse et Thomas Ménagé », 29 janvier 2023 (consulté le 8 février 2023)
23. ↑  Centre France, « Législatives - Thomas Ménagé, le candidat RN, est réélu dans la circonscription de Montargis », sur www.larep.fr, 7 juillet 2024 (consulté le 29 novembre 2024)
24. ↑  « Le Rassemblement national désigne ses directeurs de campagne pour les prochaines municipales et législatives », sur Franceinfo, 15 septembre 2024 (consulté le 29 novembre 2024)
25. ↑  « Retraites : Que contient la proposition de loi présentée par le Rassemblement national pour 'abroger' la réforme ? | LCP - Assemblée nationale », sur lcp.fr (consulté le 29 novembre 2024)
26. ↑  « Abrogation de la réforme des retraites: le RN s'offre une tribune à l'Assemblée », sur BFMTV (consulté le 29 novembre 2024)
27. ↑  « Abrogation de la réforme des retraites : après avoir été vidé de sa substance en commission, le texte du RN rejeté dans l'hémicycle | LCP - Assemblée nationale », sur lcp.fr (consulté le 29 novembre 2024)
28. ↑  Centre France, « Portrait - Nouveau député RN de Montargis, qui est Thomas Ménagé ? », sur www.larep.fr, 20 juin 2022 (consulté le 20 juin 2022).
29. ↑  Sonia Tir, Sortir du placard - LGBT en politique, Paris, 2024, 250 p. (ISBN 978-2-213-72613-7)
30. ↑  Centre France, « Société - Coming out du député du Loiret Thomas Ménagé (RN) dans un livre : "Je ne veux pas être un étendard" », sur www.larep.fr, 15 janvier 2024 (consulté le 16 janvier 2024)
31. ↑  Youmni Kezzouf et David Perrotin, « Entre homophobie et façade gay-friendly, le double jeu du RN » , Mediapart, 14 janvier 2024 (consulté le 16 janvier 2024)
32. ↑  Isabelle Missiaen, « Un porte-parole du RN se dit favorable à la dissolution du GUD » , Le Point, 22 mai 2023 (consulté le 22 mai 2023)
33. ↑  « «Le Gud, au vu de ce qu’il représente, doit vraisemblablement être dissous», estime le député RN Thomas Ménagé » , L'Opinion, 22 mai 2023 (consulté le 22 mai 2023)
34. ↑  Alexis Morel, « Les experts du GIEC "ont parfois tendance à exagérer" selon Thomas Ménagé » , sur France Inter, 21 août 2023 (consulté le 22 août 2023)
35. ↑  Dinah Cohen, « Climat : les chercheurs du Giec «ont parfois tendance à exagérer», assure le député RN Thomas Ménagé » , sur Le Figaro, 21 août 2023 (consulté le 22 août 2023)
36. ↑  H.R., « Climat : le député RN Thomas Ménagé accuse le Giec d'« exagérer » » , Le Point, 21 août 2023 (consulté le 22 août 2023)
37. ↑  G.D., « "Pour la France qui se lève tôt": un député RN veut remettre le "prime time" à la télé à 20h35 » , sur RMC, 29 août 2023 (consulté le 1er septembre 2023)
38. ↑  « Le député Thomas Ménagé (RN) veut lutter contre «la tardiveté» des programmes du soir à la télévision », sur TVMAG, 28 août 2023 (consulté le 1er septembre 2023)